# Dolzago
Dolzago is een gemeente in de Italiaanse provincie Lecco (regio Lombardije) en telt 2126 inwoners (31-12-2004). De oppervlakte bedraagt 2,2 km², de bevolkingsdichtheid is 1052 inwoners per km².

## Demografie
Dolzago telt ongeveer 804 huishoudens. Het aantal inwoners steeg in de periode 1991-2001 met 10,8% volgens cijfers uit de tienjaarlijkse volkstellingen van ISTAT.
| Jaar | Inwoneraantal |
| ---- | ------------- |
| 1991 | 1898          |
| 2001 | 2103          |

## Geografie
Dolzago grenst aan de volgende gemeenten: Barzago, Castello di Brianza, Colle Brianza, Ello, Oggiono, Sirone.